# 한상열 (바둑 기사)
한상열(韓相烈, 1948년 2월 23일 ~ )은 대한민국의 바둑 기사이다.

## 약력
전북 부안 출신으로 1969년에 입단했다. 1984년 제2기 박카스배 천원전 본선에 진출했고 1985년 4단으로 승단했다. 1990년 바둑왕전 본선과 1993년 바둑왕전 본선에 각각 올랐다. 2000년 1월에 5단으로 승단하였다. 2001년부터 2005년까지 재단법인 한국기원 전문기사회 회장을 지냈으며, 2006년부터 2011년까지 한국기원 사무총장을 역임했다. 2017년 6월에 6단으로 승단했다.